# ダチア・スプリング
スプリング（spring）とは、ルノーのサブブランドであるダチアが販売する電気自動車である。中国市場では、ルノー・K-ZEとして販売される。

## 概要
2020年3月3日、スプリングのコンセプトモデルをウェブ上で発表。
2021年3月11日、ルノーのサブブランドである、ダチアから発表され、同年3月20日から予約注文が始まった。
ベースは、中国で生産しているルノー・K-ZEで、また、K-ZEは、インドとブラジルで生産されたルノー・クウィッドをベースにしており、プラットフォームは、 CMF-Aプラットフォームを採用している。

## パワートレイン
パワートレインには44 psと12.7 kg-mを発生する電気モーターを使用し、26.8 kWhのバッテリーを搭載している。

## デザイン
インテリアは、アナログメーターに3.5インチのデジタルディスプレイを備えている。オプションで7.0インチのタッチスクリーン・インフォテインメントシステムが用意されており、音声コントロールやApple CarPlay、Android Autoが搭載される。